# Liberty Union Party
Il  Liberty Union Party (LUP) del Vermont è un partito politico socialista democratico fondato nel 1970 da William H. Meyer, Peter Diamondstone, Dennis Morrisseau e molti altri.